# BG～身邊警護人～
《BG～身邊警護人～》是朝日電視台於2018年1月18日至3月15日播出的週四晚間九點連續劇。主演為木村拓哉 。2020年3月宣布開拍第二季。
第二季於2020年6月18日至7月30日在同時段播出。

## 簡介
島崎章（木村拓哉飾）過去曾經是一位保鏢，後來因為某件事令他離開保鏢的工作。6年後，因為他工作的「日之出警備保障」新設立的「身邊警備課」而被力邀復出，但他隱藏著過往的資歷，以新人姿態加入，成為不能持有武器的民營保鏢。

## 登場角色

### 日之出警備保障身邊警護課
島崎章：木村拓哉（香港有線配音：羅偉傑）
隸屬於民間警備會社，前日之出警備保障身邊警護課，島崎警備社長。6年前是河野純也的私人保鏢，在事故中優先拯救孩子而間接導致河野受傷引退。其後辭去私人保鏢的工作，並曾擔任交通警備員。第二季時日之出被原本專長於IT產業的 KICKS CORP 企業收購、更名為 KICKS Guard，島崎等人所屬的編制也更名為KICKS Guard身邊警護課A班，島崎則擔任A班的班長。
和妻子仁美離婚後與兒子瞬同住。
其後，因與社長理念不合而遭公司解僱，現在自己開警備公司併購命名為島崎警備，擔任社長。
高梨雅也：齋藤工 （香港有線配音：簡懷甄）
原本隸屬於現金輸送警備課，因此有運送大筆現金的經驗。隸屬於身邊警護課，前自衛隊自衛官。正在調查島崎的過去。曾離開身邊警護課，但在村田五郎的說服下返回身邊警護課。之後辭去 KICKS Guard的工作，成為島崎警備員工。小時候曾學過兩年鋼琴。
菅沼麻友：菜菜緒 （香港有線配音：黃紫嫻）
隸屬於身邊警護課。前柔道選手，運動神經出眾。因島崎辭職後，身邊警護課A班沒有班長，受公司任命為A班班長。根據第二季第一集，菅沼曾經跟高梨交往過。KICKS CORP 企業劉社長主動提出將菅沼加入為役員，意為替社長工作，為公司高級幹部。
澤口正太郎：間宮祥太朗 （香港有線配音：張振熙）
隸屬於身邊警護課。因為就職活動失敗，所以暫時於警護課工作。第二季隸屬 KICKS Guard 身邊警護課A班。
村田五郎：上川隆也 （香港有線配音：陳冠宏）
身邊警護課課長。前警視廳警護課員，與落合義明早己相識。負責管理身邊警護課中有不同個性的隊員。於第一季第7集因保護島崎章而不幸殉職。

### 政治人物
立原愛子：石田百合子 （香港有線配音：莎拉）
厚生勞動大臣。前人氣主播，8年前在眾議院選舉因得到男性支持而當選。
五十嵐映一：堀内正美
民事黨幹事長。
坂上：櫻井聖
立原愛子的秘書。

### 警視廳警備部警護課（SP）
落合義明：江口洋介 （香港有線配音：楊耀泰）
在加入警視廳後編入警護課，反對私人機構擔任保鏢工作。
冰川修：宇梶剛士 （香港有線配音：楊啟健第8集後）
警視廳警備部警護課係長。
清田春孝：阿部進之介 
落合的下屬。立原的專屬警護人。
本庄：中村讓
落合的下屬。
塚原マサル：高木悠暉
落合的下屬。
根本：出合正幸
落合的下屬。

### 其他角色
今關重信：永島敏行 （香港有線配音：張振熙）
民間警備會社・日之出警備保障社長。
河野純也：滿島真之介 
職業足球運動員。6年前島崎章曾是他的私人保鏢。第五集因被別人陷害被捕。
島崎瞬：田中奏生  （香港有線配音：陳子瑩（S1）陳柏楊（S2） ）
島崎章的兒子。中學生。因母親再婚而被迫與島崎章同住。
太田詩織：新井恵理那 
新聞節目播音員。
劉光明：仲村亨飾演，（香港有線配音：郭俊廷）
KICKS CORP 企業的社長，收購日之出警備。
笠松多佳子：市川實日子飾演，（香港有線配音：謝穎茵）
「白山綜合醫院」的整形外科副主任。為警護課的契約醫生，前夫為警察，在新婚三個月後過世。島崎因受傷經常去接受診療，兩人因此有曖昧關係。

### 客串角色
第1季

#### 第1集
犬飼悟：勝地涼 （香港有線配音：李家傑）
雜誌「時論」記者。立原愛子最為信任的記者。
大久保佐助：伊武雅刀 （香港有線配音：陳冠宏）
佐助食品會長，隅田川馬拉松大會贊助人。因立原愛子的脅迫事件而成位身邊警備課首位委託人。
佐藤雄二：緒方義博
工事現場交通警備員。
山手華子：濱田麻里
銷售保險的女子。

#### 第2集
行永辰夫：田中哲司（香港有線配音：鄧肇基）
人權派的法官。因其判決而受到恐嚇，所以委託身邊警衛課保護其妻子。
行永亞佐美：大塚寧寧
行永辰夫的妻子。
三上勇作：石黑英雄
橫鐵不動產社員。其妻，大谷加奈子，是「府中市跟蹤狂事件」的受害者。一年前因為辰夫把犯人輕判，導致其妻子一直擔心自己的安全，最後在懷孕時自殺身亡。因此對辰夫懷恨在心，接近其妻子，目的是將她殺掉。
高木祥子：千葉雅子
「老人家中殺人事件」被害者的遺族。因不滿辰夫的判決而襲擊他。
本庄：中村讓（第三話）
落合的部下。
大谷加奈子：笠木泉
三上勇作的妻子，半年前在懷孕時自殺身亡。
高柳一矢：荒川智大
評論家。前棒球選手。
源付みつほ：若葉要
評論家。
郷田喜十郎：宮川浩明
評論家。帝國新聞特別編集委員。

#### 第3集
坂東光英：西村雅彥（香港有線配音：郭俊廷）
花音所屬的藝能事務所社長，委託身邊警衛課保護他及護送1億現金到花音手上。
野野村翔一：平埜生成
花音中學時期的同學和戀人，因為需要償還一億借款而欺騙花音得到一億後就與其結婚，從而與花音策劃偽裝綁架。
花音：三吉彩花
人氣藝人，與野野村翔一策劃偽裝綁架。

#### 第4集
毛利太平：森田甘路（香港有線配音：李家傑）
接任清田成為立原的專屬警護，但在執行任務時被立原逃脫。
崎山敬一郎：中尾彬（特別出演）
醫師會會長。
富川優衣：山下永夏
立原的女兒，立原在大學2年級時期所生下的孩子，後來由私人醫生收養，準備和醫生前輩結婚。

#### 第5集
白石剛三：中村育二
河野純也的支持者。

#### 第6集
鮫島匡一：橋爪功
前總理大臣，76歲。
鮫島喜和子：中村友理
匡一的女兒。
鮫島彩矢：豊嶋花
喜和子的女兒，匡一的孫女。
福永幸生：笠原秀幸
彩矢的真實父親。
植野雄吾：萩原聖人（第7集）
五十嵐映一的前秘書。
小田切仁美：山口智子（第7集）（香港有線配音：黃鳳英）
15年前和島崎結婚，6年前離婚。

#### 第7集
村中翔子：遊井亮子
仁美現任丈夫的前交往對象。
小田切聰史：菊池敏弘
仁美的丈夫。

#### 第8集
村田靖子：中山忍（最終話）
村田的妻子。
村田庸一：堀家一希（最終話）
村田的兒子。
三井：中野剛
課長。
黒川：慈五郎（最終話）
白井：久松龍一（最終話）

#### 第9集
矢澤永吉：本人出演（特別出演）
島崎等人的警護員。
新川貴志：健太郎
BG新人。
篠山廣志：古川悦史
內閣總理大臣。
山根：大谷典之
「NEWS LEVEL5」出演者。

#### 第2季
第1集
松野信介：青木崇高
伊丹綾子：竹島由夏

## 幕後人員
- 劇本：井上由美子
- 配樂：高見優（日语：高見優）
- 製作統籌：内山聖子（日语：内山聖子）、三輪祐見子（日语：三輪祐見子）
- 製作人：川島誠史（日语：川島誠史）、秋山貴人（日语：秋山貴人）、田上理沙（日语：田上リサ）
- 導演：常廣丈太（日语：常廣丈太）、七高剛（日语：七高剛）
- 製作協力：5年D組（日语：5年D組）
- 製作：朝日電視台

## 播出日期
2018年第一季
| 集數                                                    | 播出日期 | 中文標題                                            | 日文標題 | 監製     | 收視率 | 備註 |
| ------------------------------------------------------- | -------- | --------------------------------------------------- | -------- | -------- | ------ | ---- |
| 1                                                       | 1月18日  | 45歲的新人保鏢！保護二萬名觀眾的性命                |          | 常廣丈太 | 15.7％ |      |
| 2                                                       | 1月25日  | 法官夫婦的背後 48小時的性命⋯⋯逃生率0%的牆！         |          | 常廣丈太 | 15.1%  |      |
| 3                                                       | 2月01日  | 保護現金1億日元！從地面以上50救援                   |          | 七高剛   | 13.4%  |      |
| 4                                                       | 2月08日  | 女大臣白天的密會 禁忌的3小時任務！                  |          | 七高剛   | 13.6%  |      |
| 5                                                       | 2月15日  | 這次一定要保護！時隔6年⋯⋯含淚重逢                   |          | 常廣丈太 | 14.0%  |      |
| 6                                                       | 2月22日  | 保護前總理！與分手的妻子重逢                        |          | 七高剛   | 14.8%  |      |
| 7                                                       | 3月1日   | 由我來保護⋯⋯來自前妻的委託！衝擊的瞬間，含淚道別！  |          | 常廣丈太 | 15.8%  |      |
| 8                                                       | 3月8日   | 最終章！最危險的任務⋯⋯找回被抹去的證據！            |          | 七高剛   | 16.4%  |      |
| 9                                                       | 3月15日  | 與警視廳四萬人為敵 一定要保護！賭上性命的最終任務！ |          | 常廣丈太 | 17.3%  |      |
| 平均收視率15.2%（收視率由Video Research於關東地區統計） |          |                                                     |          |          |        |      |

2020年第二季
| 集數                                                    | 播出日期 | 中文標題                  | 日文標題 | 監製     | 收視率 | 備註 |
| ------------------------------------------------------- | -------- | ------------------------- | -------- | -------- | ------ | ---- |
| 1                                                       | 6月18日  | 47歲轉職為自由保鑣？      |          | 常廣丈太 | 17.0%  |      |
| 2                                                       | 6月25日  | 最強拍檔始動！            |          | 常廣丈太 | 14.8%  |      |
| 3                                                       | 7月2日   | 狙擊女醫生！              |          | 七高剛   | 14.4%  |      |
| 4                                                       | 7月9日   | 2km的保護！               |          | 七高剛   | 14.4%  |      |
| 5                                                       | 7月16日  | 狙擊美人秘書！            |          | 常廣丈太 | 14.4%  |      |
| 6                                                       | 7月23日  | 最終章…守護咖哩店女店主！ |          | 七高剛   | 16.3%  |      |
| 7                                                       | 7月30日  | 賭上性命的最後任務！      |          | 常廣丈太 | 16.7%  |      |
| 平均收視率15.6%（收視率由Video Research於關東地區統計） |          |                           |          |          |        |      |

## 腳註
1. ↑  . modelpress. 2017-10-20  [2017-12-18]. （原始内容存档于2018-01-07）.
2. 1 2 3 4 5 6  . モデルプレス (ネットネイティブ). 2017-10-31  [2017-12-02]. （原始内容存档于2017-12-02）.
3. 1 2 3 4 5 6 7  . ORICON NEWS (oricon ME). 2017-12-26  [2017-12-27]. （原始内容存档于2017-12-27）.
4. ↑  . ORICON NEWS (oricon ME). 2018-01-14  [2018-01-14]. （原始内容存档于2018-01-14）.
5. ↑  . スポーツ報知. 2018-01-19  [2018-01-19]. （原始内容存档于2018-01-19）.
6. ↑  . スポーツ報知. 2018-01-26  [2018-01-26]. （原始内容存档于2018-01-26）.
7. ↑  . スポーツ報知. 2018-02-02  [2018-02-02]. （原始内容存档于2018-02-03）.
8. ↑  . スポーツ報知. 2018-02-09  [2018-02-09]. （原始内容存档于2018-02-09）.
9. ↑  . スポーツ報知. 2018-02-09  [2018-02-09]. （原始内容存档于2018-02-16）.
10. ↑  . スポーツ報知. 2018-02-23  [2018-02-23]. （原始内容存档于2018-02-24）.
11. ↑  . スポーツ報知. 2018-03-02  [2018-03-06]. （原始内容存档于2018-03-05） （日语）.
12. ↑  . スポニチ. 2020-07-31  [2020-07-31]. （原始内容存档于2022-07-23） （日语）.

## 外部連結
- BG〜身辺警護人〜 - 朝日電視台（页面存档备份，存于）
- BG〜身辺警護人2〜 - 朝日電視台（页面存档备份，存于）
- BG〜身辺警護人〜的X（前Twitter）
- BG-搏命保鑣-WakuWaku Japan官方網站（页面存档备份，存于）
- BG終極保鏢-緯來日本台官方網站（页面存档备份，存于）
- BG終極保鏢2-緯來日本台官方網站（页面存档备份，存于）

| 日本 朝日電視台 週四晚間九點連續劇                                | 日本 朝日電視台 週四晚間九點連續劇                          | 日本 朝日電視台 週四晚間九點連續劇                           |
| ----------------------------------------------------------------- | ----------------------------------------------------------- | ------------------------------------------------------------ |
|                                                                   | BG～身邊警護人～ （2018年1月18日－2018年3月15日）           |                                                              |
| Doctor-X～外科醫·大門未知子～5 （2017年10月12日－2017年12月24日） | 未解決之女 警視廳文書搜查官 （2018年4月19日－2018年6月7日） |                                                              |
| 週四晚間九點連續劇                                                |                                                             |                                                              |
| 刑事和檢事 ～所轄與地檢的24時～ （2020年1月16日－2020年3月12日）  | BG～身邊警護人～2 （2020年6月18日－2020年7月30日）          | 未解決之女 警視廳文書搜查官2 （2020年8月6日－2020年9月17日） |

| 臺灣 WakuWaku Japan 星期日 21:00 - 22:00 | 臺灣 WakuWaku Japan 星期日 21:00 - 22:00      | 臺灣 WakuWaku Japan 星期日 21:00 - 22:00 |
| ---------------------------------------- | --------------------------------------------- | ---------------------------------------- |
|                                          | BG-搏命保鑣- （2018年1月28日－2018年3月25日） |                                          |
| —                                        | —                                             |                                          |

| 臺灣 緯來日本台 週一至週五 22:00 - 24:00       | 臺灣 緯來日本台 週一至週五 22:00 - 24:00    | 臺灣 緯來日本台 週一至週五 22:00 - 24:00 |
| ---------------------------------------------- | ------------------------------------------- | ---------------------------------------- |
|                                                | BG終極保鑣 （2018年5月2日－2018年5月15日）  |                                          |
| CHANGE（重播） （2018年4月19日－2018年5月1日） | —                                           |                                          |
| 週一至週五 22:00 - 23:00                       |                                             |                                          |
| —                                              | BG終極保鑣 （2020年3月20日－2020年4月13日） | —                                        |
| 週六 22:00 - 23:00                             |                                             |                                          |
| —                                              | BG終極保鑣2 （2020年6月20日－2020年8月1日） | 半澤直樹2 （2020年8月8日－10月17日)      |

| 香港 有線劇集台 星期六 20:00 - 21:00                                                                                       | 香港 有線劇集台 星期六 20:00 - 21:00      | 香港 有線劇集台 星期六 20:00 - 21:00 |
| --- | ----------------------------------------- | ------------------------------------ |
| | 搏命保鑣 （2018年8月4日－2018年9月29日）  |                                      |
| 致命影像 （2018年5月26日－2018年7月28日）                                                                                  | 信號 （2018年10月6日－2018年12月8日）     |                                      |
| 香港 香港開電視 星期六 20:30 - 21:30 · 11月30日、12月7日、1月18日、2月1日及8日改為20:30 - 21:45播出 · 1月4日及25日暫停播映 |                                           |                                      |
| 新增時段 | 搏命保鑣 （2019年11月30日－2020年2月8日） | 取消時段                             |

| 臺灣 愛爾達影劇台 星期一至五 21:30 - 23:00        | 臺灣 愛爾達影劇台 星期一至五 21:30 - 23:00                                                                             | 臺灣 愛爾達影劇台 星期一至五 21:30 - 23:00 |
| ------------------------------------------------- | --- | ------------------------------------------ |
|                                                   | BG終極保鏢 （2020年10月13日－2020年10月23日）BG終極保鏢2 （2020年10月26日－2020年11月3日）                             |                                            |
| 男扮女裝家政婦4 （2020年9月30日－2020年10月12日） | 半澤直樹 （2020年11月4日－2020年11月17日）半澤直樹特別篇 （2020年11月18日）半澤直樹2 （2020年11月19日－2020年12月2日） |                                            |